# قائمة المدن التوأمة في ألمانيا
قائمة المدن التوأمة في ألمانيا، هو الاتفاق بين مدينتين على التعاون في مختلف المجالات والأمور التي تعني التجمعات السكنية المدنية. وهي اتفاقية تعاون بين مدينتين، يوقع عليها عادة صاحب أعلى سلطة في كلا المدينتين، ويقوم فريق من كلا المدينتين بإعداد بنود الاتفاقية.

## بادن فورتمبيرغ
```
شتوتغارت
```

- سانت لويس، ميزوري[1]
- سانت هلنز
- كارديف[2]
- ستراسبورغ
- مومباي
- برنو
- سمارا
- القاهرة

## مانهايم
- ريزا[3]
- سوانزي[4]
- تولون[5]
- شارلوتنبورج فيلمسدورف[6]
- وندسور[7]
- كيشيناو
- بيدغوشتش
- تشنجيانغ

## كارلسروه
- نانسي[8]
- نوتنغهام
- تيميشوارا

## فرايبورغ
- إنسبروك[9]
- أصفهان

## بافاريا
```
ميونخ 
```

- إدنبرة[10]
- فيرونا[11]
- بوردو[12]
- سابورو[13]

## نورنبيرغ
- إسكوبية[14]
- كراكوف[15]
- أنطاليا
- نيس
- غلاسكو
- براغ
- البندقية[16]

## براندنبورغ
```
بوتسدام 
```

- أوبولي[17]
- يوفاسكولا[18]

## فرانكفورت
- غورجوف ويلكوبولسكي[19]
- نيم
- فانتا[20]

## هسن
```
فيسبادن 
```

- مونترو[21]
- كلاغنفورت

## مكلنبورغ فوربومرن
شفيرين
- تالين[22]
- فوبرتال[23]
- فآسا[24]
- ريدجو إميليا

## سكسونيا السفلى
هانوفر
- بيربينيا[25]
- برستل
- هيروشيما
- بوزنان
- روان

## شمال الراين-وستفاليا
```
دوسلدورف 
```

- كيمنتس[26]
- ريدنغ
- وارسو

## راينلند بالاتينات
```
ماينتس 
```

- واتفورد[27]
- ديجون
- زغرب
- بلنسية

## برلين
- لوس أنجلوس[28]
- موسكو
- باريس
- مدريد
- طهران